# Лодиґово (Піський повіт)
Лодиґово (пол. Łodygowo, нім. Lodigowen) — село в Польщі, у гміні Біла Піська Піського повіту Вармінсько-Мазурського воєводства.
Населення — 96 осіб (2011).

## Демографія
Демографічна структура станом на 31 березня 2011 року:
|          | Загалом | Допрацездатний вік | Працездатний вік | Постпрацездатний вік |
| -------- | ------- | ------------------ | ---------------- | -------------------- |
| Чоловіки | 54      | 12                 | 34               | 8                    |
| Жінки    | 42      | 13                 | 18               | 11                   |
| Разом    | 96      | 25                 | 52               | 19                   |